# Vezava na plazemske beljakovine
Vezava na plazemske beljakovine je nespecifična, reverzibilna interakcija učinkovine z vezavnimi mesti na plazemskih beljakovinah, torej beljakovinskih molekulah, prisotih v krvni plazmi. Gre zlasti za vezavo na albumin (ki je v plazmi prisoten v sorazmerno visokih koncentracijah), v manjši meri pa tudi globuline beta in kislinske glikoproteine.
Stopnja vezave učinkovine na plazemske beljakovine je odvisna od njene koncentracije ter afinitete za določeno beljakovino. V območjih terapevstkih koncentracij učinkovin raste njihov delež vezave praviloma linearno z njihovo koncentracijo. Primeri učinkovin z močno izraženo vezavo na plazemske beljakovine so na primer varfarin, tolbutamid, klorpropamid, metotreksat, fenitoin.
Spremenjen delež vezave določene učinkovine na plazemske beljakovine se lahko pojavi pri:
- hipoalbuminemiji (na primer zaradi nosečnosti, ob jetrni ali ledvični bolezni, pri poškodbah, pri bolnikih v intenzivni negi, pri večjih opeklinah, bolnikih z aidsom, pri slabo prehranjenih bolnikih, pri starejših od 75 let ter ob hipertiroidizmu);
- ob uremiji, ko se kopičijo endogene snovi (npr. sečnina), ki izpodrivajo beljakovine;
- ob prisotnosti snovi, ki tekmujejo za vezavna mesta na beljakovinah (druge zdravilne učinkovine, ki imajo veliko afiniteto vezave na plazemske proteine).